# Горно Павликене
Го̀рно Павликѐне е село в Северна България. То се намира в община Ловеч, област Ловеч.

## География
Селото се намира на 11 километра от Ловеч, в близост до пътя Ловеч-Севлиево. Северно от селото се намира висока 12 – 16 метра отвесна скала, дълга повече от километър. Южният край е сравнително равнинен. От скалата има прекрасна гледка към Стара планина.

## Културни и природни забележителности
Природна забележителност е така наречената „Стената“ в легенда се разказва че Крали Марко е минал през „Стената“ стъпил и останала форма на стъпка (И наистина има стъпка там). Когато е ясно времето и се качиш там се вижда цялото село, а през по-ясните дни, може да се види и връх Шипка.
На втората снимка има дупка в скалата разказва се че там един ПАРТИЗАНИН гръмнал с динамит скалата, избягал и след една седмица се скрил вътре (В дупката има Пушка, каска и скелет на човек) Дупката е около 2 – 2,5 Метра навътре
На третата снимка е показано старото кметство което се е намирало на центъра.
На четвъртата снимка автентична носия от село Горно Павликени. Групата за автентичен фолклор при читалище „Пробуда“ – Горно Павликени, e удостоена с първа награда за колекцията си от автентични носии на Фестивала на фолклорната носия – Жеравна 2008.
На пета и шеста снимка е снимана местността „Скокът“

## История
На територията на селото са открити следи от къснобронзово (местн. Гергьова могила), антично(местн. Хисар) и средновековно (местността Богдановград) селища. През землището на селото минават древноримски пътища. Към 14 век по земите около река Осъм се заселват компактни групи павликяни – хора, отричащи догмите на официалната църква. Селото се споменава в османски регистри от 1479/80 година, като по това време е павликянско село с 41 домакинства.
Павликяните в Горно Павликене запазват своите религиозни убеждения до 17-18 век. Постепенно приемат православната вяра, най-вероятно под въздействието на манастира „Ястреб“, намиращ се в земите на селото. По-стари названия на селото са Павликянска Калугерица, Павликян-и-Геберан(немюсюлманско Павликяни) и Киречли Павликени (варовито Павликени) до 1878 г. Допреди 250 години селото се е намирало в югоизточна посока, в местността Селище. Най-многобройно население е имало към 1940 г. – около 2400 жители.
Селото се слави с ятаците и партизаните си.
Загинали жители на Горно Павликени във войните за национално обединение:
- 1. Редник Цоню Иванов Лешнигарски. Убит на 21 октомври 1912 година край Чаталджа.
- 2. Редник Митьо Кънчев Иванов. Убит на 4 ноември 1912 година край Чаталджа.
- 3. Редник Баю Иванов Марков. Убит на 4 ноември 1912 година край Чаталджа.
- 4. Редник Никола Данков Ганев. Убит на 4 ноември 1912 година край Чаталджа.
- 5. Редник Илия Генков Топчийски. Убит на 4 ноември 1912 година край Чаталджа.
- 6. Редник Никола Тончев Калчевски. Убит на 4 ноември 1912 година край Чаталджа.
- 7. Редник Гено Стоянов Мичев. Убит на 4 ноември 1912 година край Чаталджа.
- 8. Младши подофицер Васил Маринов Маринчевски. Убит през 1912 година.
- 9. Редник Калчо Тончев Калчевски. Убит през 1912 година край Дедеагач.
- 10. Редник Тодор Петров Рудев. Убит през 1912 година край Чаталджа.
- 11. Редник Станю Кочев Стратев. Убит през 1912 година край Дедеагач.
- 12. Редник Панко Гечев Дъртов. Убит през 1912 година край Чаталджа.
- 13. Редник Митю Генков Топчийски. Убит на 20 февруари 1913 година край Одрин.
- 14. Редник Вълко Киров Гемиджиев. Убит на 20 февруари 1913 година край Одрин.
- 15. Редник Христо Печев Цочевски. Убит на 1 май 1913 година.
- 16. Редник Марин Георгиев Иванов. Умира на 1 юни 1913 година в Първа дивизионна болница.
- 17. Редник Димитър Стоянов Кирков. Убит на 4 ноември 1913 година край Пирот.
- 18. Редник Марин Тодоров Пенев. Убит през 1913 година край Чаталджа.
- 19. Редник Петко Иванов Дъртов. Убит през 1913 година край Чаталджа.
- 20. Редник Васил Печев Цочевски. Убит през 1913 година край Ниш.
- 21. Редник Гено Баев Панков. Убит на 5 ноември 1915 година край Прищина.
- 22. Редник Илия Иванов Машевски. Убит на 5 ноември 1915 година край Прищина.
- 23. Редник Иван Христов Панков. Убит на 7 ноември 1915 година край Дойран.
- 24. Редник Цветко Кънчев Терзиев. Убит на 10 ноември 1915 година при Модра скала в Сърбия.
- 25. Редник Димитър Иванов Илиевски. Убит на 15 ноември 1915 година край Дойран.
- 26. Редник Тодор Атанасов Кунчевски. Убит през 1915 година край Черна Вода, Нишка околия.
- 27. Редник Лишо Вълев Илиевски. Умира на 23 май 1916 година в болница.
- 28. Редник Петко Василев Карастоянов. Убит на 6 юли 1916 година край Дойран.
- 29. Редник Иван Петров Пенев. Убит на 16 ноември 1916 година на кота 1212 в Завоя на Черна, Македония.
- 30. Редник Митю Тодоров Димитров. Убит на 16 ноември 1916 година на кота 1212 в Завоя на Черна, Македония.
- 31. Старши подофицер Иван Гешев Петров. Убит на 24 ноември 1916 година край Дойран.
- 32. Редник Гочо Тишев Гойнов. Умира от раните си в Горно Павликени на 30 ноември 1916 година.
- 33. Редник Христо Гешев Иванов. Убит на 22 декември 1916 година край Караджалар, Добруджа.
- 34. Редник Кочо Вълчев Стратев. Убит на 8 януари 1917 година край Дойран.
- 35. Редник Иван Кънчев Кунев. Убит на 5 февруари 1917 година край Дойран.
- 36. Редник Стоян Христов Илиев. Убит на 14 март 1917 година край Битоля.
- 37. Редник Киро Цанов Киров. Убит на 14 март 1917 година край Битоля.
- 38. Редник Иван Василев Петков. Убит на 15 март 1917 година край Дойран.
- 39. Редник Иван Петков Шопов. Умира на 4 април 1917 година в болницата в Скопие.
- 40. Редник Панко Гечев Рудев. Убит на 19 април 1917 година край Дойран.
- 41. Редник Марин Митев Тричков. Убит на 24 април 1917 година край Дойран.
- 42. Редник Велко Ганев Панчалиев. Убит на 25 април 1917 година край Дойран.
- 43. Редник Иван Маринов Гойнов. Убит на 8 май 1917 година край Дойран.
- 44. Редник Васил Стоянов Пенков. Убит на 8 май 1917 година край Дойран.
- 45. Редник Иван Василев Тодоров. Убит на 8 май 1917 година край Дойран.
- 46. Редник Трифон Ангелов Джебов. Убит на 17 май 1917 година край Дойран.
- 47. Редник Кръстю Цонев Меразчиев. Умира на 21 май 1917 година в болницата в Габрово.
- 48. Редник Кочо Трифонов Бешков. Убит на 22 май 1917 година край Дойран.
- 49. Редник Васил Иванов Гадулджиев. Убит на 6 юни 1917 година край Дойран.
- 50. Редник Васил Петров Трулов. Умира на 14 юни 1917 година в болницата в София.
- 51. Редник Илия Маринов Дяков. Умира на 15 октомври 1917 година в софийската военна болница.
- 52. Редник Велик Тодоров Митев. Умира на 30 март 1918 година в болницата в Ловеч.
- 53. Редник Христо Панков Ненов. Умира на 14 май 1918 година в болницата в Скопие.
- 54. Редник Иван Маринов Рудев. Убит на 19 септември 1918 година край Дойран.
- 55. Младши подофицер Гено Рачев Гъзев. Убит на 19 ноември 1918 година край Дойран.
- 56. Ефрейтор Гено Стоянов Телкиев. Убит край Дойран.
- 57. Редник Хичко Тодоров Василев. Убит на 21 март 1919 година край Битоля.
- 58. Редник Вълю Иванов Вълев. Умира в болница през 1922 година.
- 59. Редник Кънчо Иванов. Изчезнал от 10 октомври 1915 година.
- 60. Редник Велко Гечев Иванов. Изчезнал от 10 октомври 1915 година.
- 61. Редник Васил Михалев Баев. Безследно изчезнал в Сърбия през 1916 година.
- 62. Редник Киро Митев Чернев. Безследно изчезнал от 21 септември 1918 година.
- 63. Редник Васил Маринов Тошев. Безследно изчезнал в Сърбия.

Втора Световна Война:
- 64. Поручик Иван Вътев Станев. Убит на 17 март 1945 година недалеч от Драва-Соболч, в района на Циганско село.

## Население
Численост и дял на етническите групи според преброяването на населението през 2011 г.:
|                     | Численост | Дял (в %) |
| Общо                | 237       | 100,00    |
| Българи             | 236       | 99,57     |
| Турци               | 0         | 0,00      |
| Цигани              | 0         | 0,00      |
| Други               | 0         | 0,00      |
| Не се самоопределят | 0         | 0,00      |
| Неотговорили        | 1         | 0,42      |

## Религии
Православни християни.

## Редовни събития
Събор на селото се провежда на 21 ноември всяка година. Всеки 1 май се дава курбан за жертвите от селото през първата и втората световна война.

## Личности
- Константин Илиев (р.1937), български белетрист
- Петко Великов, кмет на Ловеч